# Обратный просмотр DNS
Обратный просмотр DNS (англ. reverse DNS lookup) — обращение к особой доменной зоне для определения имени узла по его IP-адресу c помощью PTR-записи.
Для выполнения запроса адрес узла переводится в обратную нотацию, способ перевода зависит от версии IP:
- IPv4-адрес 192.168.0.1 превращается в 1.0.168.192.in-addr.arpa.;
- IPv6-адрес 2001:db8::567:89ab  — в b.a.9.8.7.6.5.0.0.0.0.0.0.0.0.0.0.0.0.0.0.0.0.0.8.b.d.0.1.0.0.2.ip6.arpa.[1].

Благодаря иерархической модели управления именами появляется возможность делегировать управление зоной владельцу диапазона IP-адресов. Для этого в записях авторитетного DNS-сервера указывают, что за зону CCC.BBB.AAA.in-addr.arpa (то есть за сеть AAA.BBB.CCC.000/24) отвечает отдельный сервер.
Количество PTR-записей, описывающих разные имена, на один адрес не ограничивается спецификациями, но может ограничиваться размером UDP-пакета, так как DNS-сервер инкапсулирует свой ответ в UDP. В большинстве случаев для одного IP-адреса создаётся только одна PTR-запись, но бывает и так, что их создаётся множество — например, когда IP-адрес используется для нескольких виртуальных серверов с разными именами.

## Выполнение обратного запроса
При запросе считывается запись «PTR», содержащая искомое доменное имя. Если запись отсутствует или соответственный поддомен не делегирован, то IP-адрес считается не имеющим обратной записи DNS.
PTR-записи не требуют какой-либо специальной обработки, это простые записи, подобные CNAME, которые определяют псевдонимы.

### in-addr.arpa
DNS-запись in-addr.arpa выглядит так:
```
56.34.12.10.in-addr.arpa. IN PTR host1.example.net.
```

Это будет означать, что IP-адресу 10.12.34.56 соответствует имя узла host1.example.net.
DNS-запись ip6.arpa выглядит так:
```
5.4.3.2.1.0.0.0.0.0.0.0.0.0.0.0.0.0.0.0.0.0.0.0.8.b.d.0.1.0.0.2.ip6.arpa. IN PTR host1.example.net.
```

Это будет означать, что IPv6-адресу 2001:0db8::1:2345 соответствует имя узла host1.example.net.
При использовании бесклассовой адресации возникает проблема с делегированием отдельных подсетей, не совпадающих по размеру с классом (то есть с поддоменом очередного уровня).
Для решения этой проблемы был создан RFC 2317, описывающий делегирование поддоменов in-addr.arpa в бесклассовой адресации.
Для делегирования диапазонов адресов IPv6 используется доменная зона ip6.arpa.